# René Rast

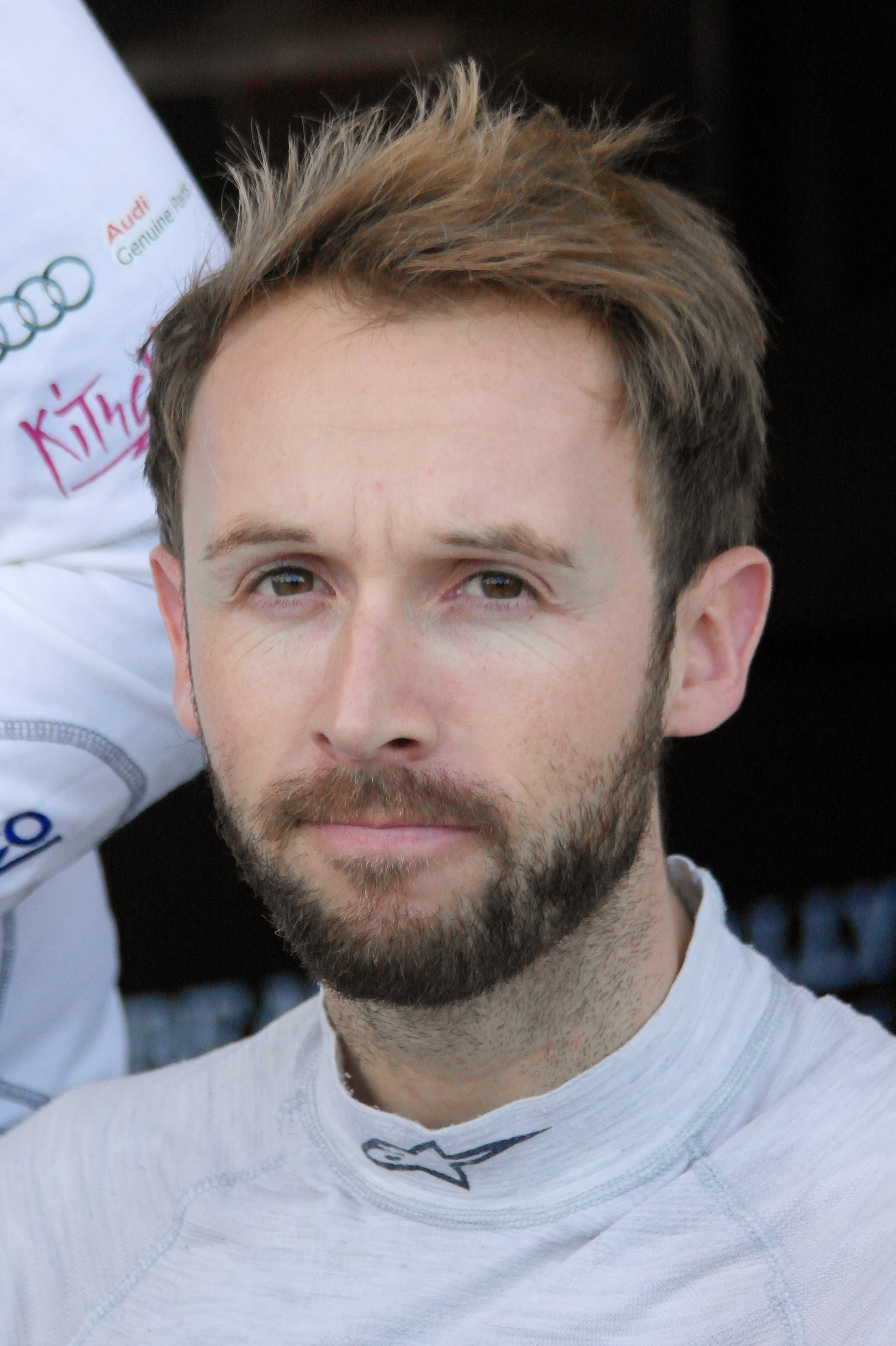
Rast in 2014

René Rast (Minden, 26 oktober 1986) is een Duits autocoureur, actief in de DTM. In 2017 werd hij als debutant kampioen in deze klasse.
In 2008 werd hij tweede in de Porsche Supercup achter Jeroen Bleekemolen van Team Jet Motorsport. Rast won op 12 juli 2009 zijn thuis-Grand-Prix in Duitsland op de Nürburgring. Daarnaast won hij in 2012 de 24 uur van Daytona met een Porsche 911 GT3 in GT-klasse, en in hetzelfde jaar de 24 uur van Spa-Francorchamps in een Audi R8. Hij rijdt in het seizoen 2013 in de FIA GT.
In 2017 maakte Rast de overstap naar de DTM in een Audi voor het Team Rosberg, nadat hij in 2016 al een enkele race reed als vervanger van de geblesseerde Adrien Tambay. Hij won drie races en werd direct kampioen in de klasse. In 2018 kende hij een slechte seizoensstart en scoorde weinig punten, maar hij won de laatste zes races van het seizoen en werd met vier punten achterstand op Gary Paffett tweede in het klassement. In 2019 rijdt hij zijn derde seizoen in de klasse. Ook in 2020 reed Rast in de DTM voor Team Rosberg in de Audi.
In 2020 keerde Rast terug naar de Formule E, waarbij hij in rondes 6 tot 11 voor Audi Sport ABT Schaeffler reed als vervanger van Daniel Abt, die op zijn beurt voor het NIO 333 FE Team ging rijden om Ma Qing Hua te vervangen. Hij behaalde een derde plaats en werd met 29 punten vijftiende in het klassement. In 2021 bleef Rast actief in de Formule E voor Audi als teamgenoot van Lucas di Grassi. Met een tweede plaats in de ePrix van Puebla als beste resultaat plek werd hij dertiende in het kampioenschap.
In 2022 keerde Rast terug naar de DTM, waarin hij uitkwam voor het Team Abt. Hij kende een relatief succesvol seizoen met zes podiumplaatsen, waaronder een overwinning op het Autodromo Enzo e Dino Ferrari. Uiteindelijk werd hij achter Sheldon van der Linde en Lucas Auer derde in het kampioenschap met 149 punten.
Met het debut van het McLaren Formula E Team in het seizoen 2022-2023 keert Rast weer fulltime terug in de Formule E samen met teamgenoot en rookie Jake Hughes.